# آلن کاتکارت، ششمین کاتکارت ارل
آلن کاتکارت، ششمین کاتکارت ارل (انگلیسی: Alan Cathcart, 6th Earl Cathcart; ۲۲ اوت ۱۹۱۹ – ۱۵ ژوئن ۱۹۹۹) فرد نظامی اهل بریتانیا بود. وی همچنین برندهٔ جوایزی همچون صلیب نظامی شده‌است.